# Kavieng

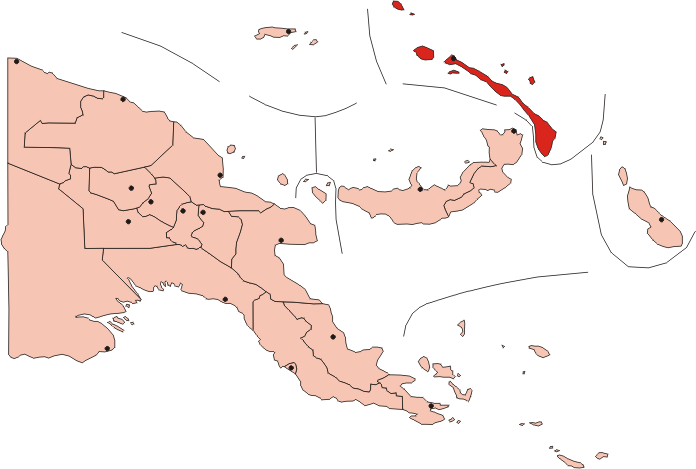
Översiktskarta

Kavieng är huvudort i New Ireland-provinsen i Papua Nya Guinea i Stilla havet.

## Staden
Kavieng är belägen på ön Niu Ailan i Bismarckarkipelagen och ligger på öns nordöstra del på  North Cape vid Balgai Bay och har cirka 15 000 invånare. De geografiska koordinaterna är 2º34' S och 150º47' Ö.
Den lilla staden har förutom förvaltningsbyggnader även ett litet sjukhus, ett poliskontor, affärer och några mindre hotell. Staden är populär bland dykare på grund av den rika undervattensvärlden och de många flygplans- och fartygsvraken från andra världskriget. I hamnen finns möjligheter till båtutflykter och många lokala dykfirmor har sin bas här.
Stadens flygplats heter också Kavieng (flygplatskod "KVG") och ligger cirka 1 km söder om centrum.

## Historia
Området hamnade 1885 under tysk överhöghet som del i Tyska Nya Guinea och staden grundades i början av 1900-talet. Staden förvaltades av handelsbolaget Neuguinea-Compagnie som byggde upp en lönande handel med kopra. Under den tiden byggdes även öns centrala väg Boluminski Highway som döptes efter dåvarande förvaltaren Franz Boluminski och som börjar i Kavieng.
Efter första världskriget hamnade Kavieng och hela ön under australiensisk förvaltning.
Den 21 januari 1942 attackerades staden av Japan och ockuperades 3 dagar senare. Den japanske befälhavare Ryukichi Tamura hade givit order om att alla europeiska fångar skulle avrättas vid en hotande invasion och under USA:s motoffensiv i mars 1944 avrättades över 23 australiensare i den så kallade "Kavieng Wharf Massacre". När staden slutligen intogs 1945 var den i stort sett helt förstörd.
Än idag är stadens djupvattenshamn öns största och både den stora införselhamnen och utskeppningsplatsen för den lokala tillverkningen, bland annat kopraproduktionen.